# Parroquia Eleazar López Contreras (Táchira)
Es la entidad administrativa del Municipio Sucre más joven y de menor extensión territorial (68 km²). Limita al norte y al este con la Parroquia Capital Sucre, al sur con el Municipio Cárdenas, y al oeste con el Municipio Andrés Bello.
Se creó a partir de 1990 y su territorio corresponde al de la antigua aldea Mesa del Tigre que formaba parte del Municipio Sucre del Distrito Sucre (actual Parroquia Capital Sucre).
La Parroquia Eleazar López Contreras se subdivide en el área del caserío Mesa del Tigre más cuatro aldeas representadas por sus Asociaciones Vecinales. Las Aldeas integrantes son:
1. La Laguna.
2. Llanitos.
3. San Antonio.
4. San Isidro.